# 第21普通科連隊
第21普通科連隊（だいにじゅういちふつうかれんたい、JGSDF 21st Infantry Regiment）は、陸上自衛隊秋田駐屯地（秋田県秋田市）に駐屯する第9師団隷下の普通科連隊である。

## 概要
連隊本部および本部管理中隊、4個普通科中隊、重迫撃砲中隊から編成される。連隊長は、1等陸佐（二）をもって充てられ、秋田駐屯地司令を兼務する。
新編時は、第6管区隊（現：第6師団）隷下に編成されたが、1999年（平成11年）3月に秋田県の警備担当の変更により第9師団の隷下となった。

## 沿革
- 1957年（昭和32年）
  - 2月1日：第6管区隊の隷下部隊として第21普通科連隊が高田駐屯地において編成完結。第1、第2大隊は高田駐屯地に、第3大隊は新発田駐屯地に配置。
  - 2月6日：連隊本部および本部中隊が高田駐屯地から秋田駐屯地に移駐。
  - 4月10日：第1大隊が高田駐屯地から神町駐屯地へ移駐。
  - 8月1日：第3大隊が新発田駐屯地から秋田駐屯地に移駐。
- 1962年（昭和37年）
  - 8月8日：第1大隊が神町駐屯地から秋田駐屯地に移駐。
  - 8月15日：第6管区隊の第6師団への改編により、連隊再編。連隊本部、本部管理中隊、4個普通科中隊および重迫撃砲中隊の編成となる。
- 1990年（平成02年）3月26日：第6師団の近代化改編により、自動車化連隊に改編。
- 1999年（平成11年）3月29日：秋田県が第9師団の警備隊区となったことにより、第6師団隷下から第9師団隷下に編成替え。

- 2010年（平成22年）3月26日：ゲリラ・コマンド対処型連隊へ改編。

1. 軽装甲機動車、89式5.56mm小銃、01式軽対戦車誘導弾を配備[1]。
2. 後方支援体制変換に伴い、整備部門を第9後方支援連隊第2整備大隊第2普通科直接支援中隊へ移管。

## 部隊編成
- 第21普通科連隊本部
- 本部管理中隊「21普-本」
  - 中隊本部
  - 連隊本部班：82式指揮通信車
  - 情報小隊：軽装甲機動車、偵察用オートバイ
  - 施設作業小隊：小型ドーザ、資材運搬車
  - 通信小隊
  - 補給小隊：3 1/2tトラック
  - 衛生小隊：1トン半救急車
  - 狙撃班
- 第1普通科中隊「21普-1」：軽装甲機動車、81mm迫撃砲 L16、01式軽対戦車誘導弾
- 第2普通科中隊「21普-2」：高機動車、81mm迫撃砲 L16、01式軽対戦車誘導弾
- 第3普通科中隊「21普-3」：高機動車、81mm迫撃砲 L16、01式軽対戦車誘導弾
- 第4普通科中隊「21普-4」：高機動車、81mm迫撃砲 L16、01式軽対戦車誘導弾
- 重迫撃砲中隊「21普-重」：120mm迫撃砲 RT、重迫牽引車

## 整備支援部隊
- 第9後方支援連隊第2整備大隊第2普通科直接支援中隊「9後支-2整-2」（秋田駐屯地）：2010年（平成22年）3月26日から

## 主要幹部
| 官職名                             | 階級    | 氏名     | 補職発令日     | 前職                                     |
| ---------------------------------- | ------- | -------- | -------------- | ---------------------------------------- |
| 第21普通科連隊長 兼 秋田駐屯地司令 | 1等陸佐 | 清田裕幸 | 2025年08月01日 | 統合幕僚監部運用部運用第1課 防衛警備班長 |

| 代 | 氏名       | 在職期間                        | 前職                                                | 後職                                                                    |
| -- | ---------- | ------------------------------- | --------------------------------------------------- | ----------------------------------------------------------------------- |
| 01 | 税所三郎   | 1957年02月01日 - 1959年07月31日 | 第2普通科連隊付                                     | 普通科教導連隊長                                                        |
| 02 | 郷英       | 1959年08月01日 - 1962年07月31日 | 陸上自衛隊幹部学校教官                              | 第13師団司令部幕僚長                                                    |
| 03 | 野々村美昊 | 1962年08月01日 - 1965年07月15日 | 陸上自衛隊幹部学校学校教官                          | 陸上幕僚監部付                                                          |
| 04 | 村木杉太郎 | 1965年07月16日 - 1968年03月15日 | 北部方面総監部第1部長                               | 陸上幕僚監部第1部副部長                                                 |
| 05 | 下山一郎   | 1968年03月16日 - 1970年07月15日 | 陸上自衛隊少年工科学校生徒隊長                      | 陸上自衛隊幹部学校勤務                                                  |
| 06 | 横山登     | 1970年07月16日 - 1972年03月15日 | 統合幕僚会議事務局第1幕僚室勤務                     | 北部方面総監部第3部長                                                   |
| 07 | 重松日出男 | 1972年03月16日 - 1974年03月15日 | 東北方面総監部業務室長                              | 普通科教導連隊長 兼 滝ヶ原分とん地司令                                  |
| 08 | 西口喜一郎 | 1974年03月16日 - 1976年03月15日 | 陸上幕僚監部第3部勤務                               | 陸上自衛隊幹部学校研究員                                                |
| 9  | 金田實     | 1976年03月16日 - 1978年03月15日 | 陸上自衛隊北海道地区補給処 企画室長                 | 第2師団司令部幕僚長                                                     |
| 10 | 小野晴男   | 1978年03月16日 - 1980年03月16日 | 自衛隊山形地方連絡部長                              | 富士教導団副団長                                                        |
| 11 | 横山義男   | 1980年03月17日 - 1982年03月15日 | 陸上自衛隊幹部学校学校教官                          | 陸上自衛隊幹部学校研究員                                                |
| 12 | 松坂タカシ | 1982年03月16日 - 1984年03月15日 | 統合幕僚会議事務局第5幕僚室勤務                     | 防衛研修所所員                                                          |
| 13 | 千葉瑞圓   | 1984年03月16日 - 1987年03月15日 | 北部方面総監部防衛部訓練課長                        | 東北方面総監部調査部長                                                  |
| 14 | 小袋正次郎 | 1987年03月16日 - 1989年06月29日 | 陸上幕僚監部人事部補任課 人事第2班長                | 自衛隊京都地方連絡部長                                                  |
| 15 | 佐山詔介   | 1989年06月30日 - 1991年06月30日 | 陸上幕僚監部教育訓練部教育課 企画班長               | 西部方面総監部防衛部長                                                  |
| 16 | 吉田邦雄   | 1991年07月01日 - 1994年03月31日 | 第8師団司令部第3部長                                | 自衛隊大分地方連絡部長                                                  |
| 17 | 矢澤昌志   | 1994年04月01日 - 1996年06月30日 | 陸上幕僚監部教育訓練部訓練課 訓練班長               | 北部方面総監部防衛部長                                                  |
| 18 | 伊藤粂男   | 1996年07月01日 - 1999年07月31日 | 東北方面総監部人事部人事課長                        | 自衛隊旭川地方連絡部長                                                  |
| 19 | 山本洋     | 1999年08月01日 - 2001年07月31日 | 陸上幕僚監部教育訓練部訓練課 訓練班長               | 陸上自衛隊幹部学校主任教官                                              |
| 20 | 海沼敏明   | 2001年08月01日 - 2003年06月30日 | 陸上幕僚監部人事部補任課 人事第1班長                | 陸上幕僚監部防衛部研究課長                                              |
| 21 | 松村五郎   | 2003年07月01日 - 2005年03月27日 | 陸上幕僚監部防衛部運用課 運用第1班長                | 陸上幕僚監部防衛部運用課 運用調整官 兼 統合幕僚会議事務局 第3幕僚室勤務 |
| 22 | 高木新二   | 2005年03月28日 - 2006年08月03日 | 東部方面総監部防衛部訓練課長                        | 部隊訓練評価隊長                                                        |
| 23 | 湯浅悟郎   | 2006年08月04日 - 2007年12月02日 | 陸上幕僚監部教育訓練部 教育訓練計画課企画班長       | 陸上幕僚監部人事部補任課長                                              |
| 24 | 原友孝     | 2007年12月03日 - 2009年07月20日 | 陸上幕僚監部運用支援・情報部 情報課情報保全室長     | 中部方面情報保全隊長                                                    |
| 25 | 蛭川利幸   | 2009年07月21日 - 2011年04月26日 | 陸上幕僚監部運用支援・情報部 運用支援課運用支援班長 | 陸上幕僚監部人事部募集・援護課長                                        |
| 26 | 末吉洋明   | 2011年04月27日 - 2012年07月25日 | 陸上幕僚監部装備部装備計画課 企画班長               | 統合幕僚監部運用部運用第2課長                                           |
| 27 | 橋爪良友   | 2012年07月26日 - 2014年03月27日 | 陸上幕僚監部防衛部防衛課 業務計画班長               | 陸上幕僚監部防衛部防衛課長                                              |
| 28 | 堺一夫     | 2014年03月28日 - 2015年08月03日 | 陸上幕僚監部教育訓練部 教育訓練計画課企画班長       | 陸上幕僚監部運用支援・情報部 運用支援課長                               |
| 29 | 前島政樹   | 2015年08月04日 - 2017年03月26日 | 第1師団司令部第3部長                                | 陸上幕僚監部監理部総務課広報室長                                        |
| 30 | 荒巻謙     | 2017年03月27日 - 2019年07月31日 | 第9師団司令部第4部長                                | 東部方面指揮所訓練支援隊長                                              |
| 31 | 五十嵐雅康 | 2019年08月01日 - 2022年07月31日 | 第12旅団司令部第3部長                               | 陸上自衛隊教育訓練研究本部勤務                                          |
| 32 | 妹尾研作   | 2022年08月01日 - 2024年08月25日 | 陸上自衛隊関東補給処装備計画部 計画課長             | 第47普通科連隊長                                                        |
| 33 | 柴田哲良   | 2024年08月26日 - 2025年07月31日 | 陸上幕僚監部防衛部防衛課 業務計画班長               | 陸上幕僚監部人事教育部補任課長                                          |
| 34 | 清田裕幸   | 2025年08月01日 -                | 統合幕僚監部運用部運用第1課 防衛警備班長            |                                                                         |

## 主要装備
- 軽装甲機動車
- 高機動車
- 1/2tトラック / 73式小型トラック
- 1 1/2tトラック / 73式中型トラック
- 3 1/2tトラック / 73式大型トラック
- 89式5.56mm小銃
- 62式7.62mm機関銃
- M24対人狙撃銃
- 84mm無反動砲
- 01式軽対戦車誘導弾
- 81mm迫撃砲 L16
- 120mm迫撃砲 RT

## 警備隊区
- 秋田県全域

## 廃止（改編）部隊
- 2010年（平成22年）3月25日廃止
  - 第21普通科連隊本部管理中隊管理整備班「21普-本」（秋田駐屯地）：第9後方支援連隊第2整備大隊第2普通科直接支援中隊へ移管。